# Émile Vandam
Émile Vandam (Charleroi, 9 april 1832 - 26 april 1888) was een Belgisch volksvertegenwoordiger.

## Levensloop
Vandam was een zoon van notaris Joseph Vandam en van Pauline Dubois. Hij bleef vrijgezel.
Hij promoveerde tot doctor in de rechten (1855) en vestigde zich als advocaat in Charleroi. In 1864 werd hij notaris in Seneffe en vanaf 1868 in Charleroi.
In 1874 werd hij verkozen tot liberaal volksvertegenwoordiger voor het arrondissement Charleroi en vervulde dit mandaat tot aan zijn dood.
Hij was ook bestuurder van:
- Carrières et Fours à Chaux du Midi du Haninaut,
- Charbonnages du Grand Mambourg.